# Три кольори: Білий
«Три кольори: Білий» (фр. Trois Couleurs: Blanc, пол. Trzy kolory: Biały) — кінофільм Кшиштофа Кесльовського, друга частина трилогії «Три кольори».

## Сюжет
Після розлучення зі своєю дружиною-француженкою Домінік (Жюлі Дельпі) польський перукар Кароль (Збігнев Замаховський) опиняється один на паризьких вулицях — без грошей і паспорта. Завдяки випадковій зустрічі зі співвітчизником йому вдається повернутися до Польщі. Там Кароль розуміє, що не може забути дружину, і у нього народжується ідея. Здійснивши кілька успішних операцій на чорному ринку, він заробив достатньо грошей для того, щоб приступити до здійснення свого плану. Поставивши на все, що у нього є, Кароль і подумати не міг, чим це закінчиться…

## У ролях
- Збігнєв Замаховський — Кароль Кароль
- Жюлі Дельпі — Домінік Відаль
- Януш Гайос — Миколай
- Єжи Штур — Юрек
- Цезари Пазура — господар кантори
- Гжегож Вархол — «Елегант», партнер господаря кантори
- Александер Бардіні — адвокат
- Єжи Новак — старий фермер
- Мажена Трибала — працівниця готелю «Marriott»
- Пйотр Махалица — чоловік біля обмінника
- Єжи Треля — пан Бронек, водій Кароля

## Нагороди та номінації

### Нагороди
- 1994 — Берлінський кінофестиваль
  - Найкращий режисер (Срібний ведмідь) — Кшиштоф Кесльовський

### Номінації
- 1994 — Берлінський кінофестиваль
  - «Золотий ведмідь» — Кшиштоф Кесльовський
- 1994 — Премія «Європейський кіноприз»
  - Найкращий фільм — Марен Кармітц